# Ove Bielke
 Der er for få eller ingen kildehenvisninger i denne artikel, hvilket er et problem. Du kan hjælpe ved at angive troværdige kilder til de påstande, som fremføres i artiklen.

Ove Bielke (født 26. oktober 1611 i Trondhjem, død 22. marts 1674 sammesteds) var en af de sidste norske kanslere.
Han var søn af kansler Jens Bielke og bror til den danske rigsadmiral Henrik Bielke. Han blev født i Trondhjem, men kom til at tilbringe sin ungdom søndenfjelds, hvor faren, som havde skaffet sig store ejendomme ved sit giftermål med den rige Sophie Brockenhuus, tog bolig på Elingård ved Frederiksstad, siden på herregården Sande i Vestfold fylke. Ove Bjelke studerede ved Sorø Akademi og drog senere udenlands; i oktober 1633 var han og broderen Henrik i Padova. Her blev han til marts 1634.
19. februar 1636 blev han ansat i Danske Kancelli og forblev der til 1. januar 1642. I samme tid gjorde han nye udenlandsrejser, da han ledsagede ambassadør Christian Rantzau til Wien og Hannibal Sehested til Spanien. 1641 fik han Bakke kloster som len på afgift, 1645–46 var han forlenet med Nordlandene og 1646–48 med Rein kloster. Under krigen var han virksom både søndenfjelds og nordenfjelds som landkommissær.
1648 fik han Bergenhus len, hvor han længe kom til at virke først som lensherre og siden som stiftsbefalingsmand. Han havde overtaget Austråttborgen efter faren, og ca. 1655–56 opførte han den prægtige hovedbygning på gården. Da faren døde 7. november 1659, overtog han også flere andre af hans gårde. Han efterfulgte også faren som norsk kansler 8. december 1660. Kanslerstillingen mistede imidlertid sin betydning efter Jens Bjelke, og stillingen blev ophævet i 1679.
I november 1660 var han i København i anledning af sit giftermål, og 1661 var han til stede ved kongehyldningen i Christiania. 24. juli 1663 var han en af Corfitz Ulfeldts dommere, og i oktober samme år deltager ved brylluppet mellem prinsesse Anna Sophie og kurfyrste Johan Georg 3. af Sachsen. I 1666 blev han forflyttet som stiftsbefalingsmand fra Bergen til Trondheim.
Ove Bjelke var gift tre gange; første gang 1642 med Maren Juel (død 1643), anden gang 1647 med Regitze Gedde (1629–1657), tredje gang 29. november 1660 med Hedvig Lindenow (1635–78).